# Górniaty
Górniaty (biał. Гарняты, Harniaty; ros. Горняты, Gorniaty) – wieś na Białorusi, w obwodzie grodzieńskim, w rejonie lidzkim, w sielsowiecie Tarnowszczyzna.

## Historia
W XIX i w początkach XX w. położone były w Rosji, w guberni wileńskiej, w powiecie lidzkim, w gminie Tarnowszczyzna.
W dwudziestoleciu międzywojennym leżały w Polsce, w województwie nowogródzkim, w powiecie lidzkim, w gminie Tarnowo/Białohruda. W 1921 miejscowość liczyła 180 mieszkańców, zamieszkałych w 37 budynkach, wyłącznie Polaków wyznania rzymskokatolickiego.
Po II wojnie światowej w granicach Związku Sowieckiego. Od 1991 w niepodległej Białorusi.